# Mission: Impossible – Fallout
Mission: Impossible – Fallout (bra: Missão Impossível – Efeito Fallout, ou Missão: Impossível - Efeito Fallout; prt: Missão: Impossível - Fallout) é um filme estadunidense de 2018 dos gêneros ação, suspense e espionagem, escrito e dirigido por Christopher McQuarrie, dando sequência a Mission: Impossible – Rogue Nation, de 2015.
Produzido pela Bad Robot Productions e Skydance Media e distribuído pela Paramount Pictures, este 6.º título da franquia Mission: Impossible é estrelado por Tom Cruise, Rebecca Ferguson, Ving Rhames, Simon Pegg, Michelle Monaghan, Alec Baldwin e Sean Harris, que reprisam seus papéis dos filmes anteriores, enquanto Henry Cavill, Vanessa Kirby e Angela Bassett fazem suas estreias na franquia. McQuarrie é o primeiro profissional a dirigir dois títulos da série de filmes estrelada por Cruise, sendo Mission: Impossible – Rogue Nation o seu primeiro trabalho.
Em agosto de 2017, Tom Cruise fraturou o tornozelo ao tentar saltar entre dois edifícios durante as filmagens. Apesar de ficar cinco meses afastado da produção, a Paramount Pictures negou que o filme seria adiado.
Mission: Impossible – Fallout teve sua première no Palais de Chaillot em Paris, França em 12 de julho de 2018 e estreou nos Estados Unidos em 27 de julho de 2018 nos formatos convencional e IMAX, sendo o primeiro da série a ser lançado também em RealD 3D. Recebeu ampla aclamação da crítica sendo elogiado por sua direção, atuações, história, cinematografia, partitura musical e sequências de ação.

## Elenco
- Tom Cruise como Ethan Hunt
- Rebecca Ferguson como Ilsa Faust
- Ving Rhames como Luther Stickell
- Simon Pegg como Benjamín "Benji" Dunn
- Michelle Monaghan como Julia Meade-Hunt
- Alec Baldwin como Secretário Alan Hunley
- Sean Harris como Solomon Lane
- Henry Cavill como August Walker
- Angela Bassett como Erica Sloane
- Wes Bentley como Patrick
- Caspar Phillipson como O Europeu

### Dublagem brasileira
Estúdio de dublagem - Delart
Produção
- Direção de Dublagem: Manolo Rey[10]
- Cliente: Paramount[10]
- Tradução: Pavlos Euthymiou[10]

Dubladores
- Ethan: Philippe Maia[10]
- Benji: Gutemberg Barros[10]
- Luther: Ronaldo Júlio[10]
- Ilsa: Miriam Ficher[10]
- Walker: Guilherme Briggs[10]
- Lane: Alexandre Moreno[10]
- Hunley: Márcio Simões[10]
- Sloane: Mônica Rossi[10]
- Viúva: Luísa Viotti[10]
- Julia: Maíra Góes[10]
- Wolf Blitzer: Marcio Dondi[10]
- Delbruuk: Daniel Machline[10]
- Zola: Leo Rabelo[10]
- Eric: Manolo Rey[10]

## Recepção

### Crítica
No agregador de críticas Rotten Tomatoes, que categoriza as opiniões apenas como positivas ou negativas, o filme tem um índice de aprovação de 97% calculado com base em 437 comentários dos críticos. Por comparação, com as mesmas opiniões sendo calculadas usando uma média aritmética ponderada, a nota é 8,4/10 que é seguida do consenso: "Rápido, elegante e divertido, Mission: Impossible - Fallout faz jus à parte 'impossível' de seu nome, estabelecendo mais uma marca alta para peças insanas em uma franquia cheia delas". Já no agregador Metacritic, que calcula as notas usando somente uma média aritmética ponderada a partir das avaliações de 60 críticos que escrevem em maioria para a imprensa tradicional, o filme tem uma pontuação de 86 entre 100, com a indicação de "aclamação universal".

### Público
O público pesquisado pelo PostTrak deu ao filme uma pontuação geral positiva de 84% e uma "recomendação definitiva" de 65%, enquanto o CinemaScore informou que os espectadores deram uma nota média de "A" em uma escala de A + a F, a mais alta de todos os tempos para a série.